# Kanoskolan
Kanō var en japansk konstnärsfamilj och skola, som behärskade Japans officiella måleri från mitten av 1500-talet till mitten av 1800-talet.
Dess stamfader var Kanō Masanobu (1434–1530), elev till Shūbun och förnyare av den kinesiska Song-stilen i Japan. Först den andre mästaren, Kanō Motonobu (1476–1559) , utbildade Kanō-akademiens speciella blandstil. Det kinesiska draget förenar sig med drag från den inhemska Tosaskolan; de följande mästarna, Eitoku, Sanraku, Tanyu, fullborda stilen i mäktiga, dekorativa utsmyckningar. Kanō-akademien präglades av sträng ordning och urartade med tiden till stelnad konstnärsbyråkrati. I Edo, där akad. hade sitt säte, kunde blott den småborgerliga Ukiyo-e-skolan samtidigt leva, egentligen en sidolinje till Kanō-skolan. Hokusai var en separerad Kanō-elev, och Matabei, Ukiyo-ye-skolans fader, var också ursprungligen medlem av Kanō. Sedan shogunatet 1868 störtats, behandlades Kanō-familjen som konstnärlig representant för den hatade polisstaten särskilt hårt, och som skolbildning upphörde den att gälla, även om ett par av övergångstidens betydelsefullaste konstnärer tillhörde familjen.

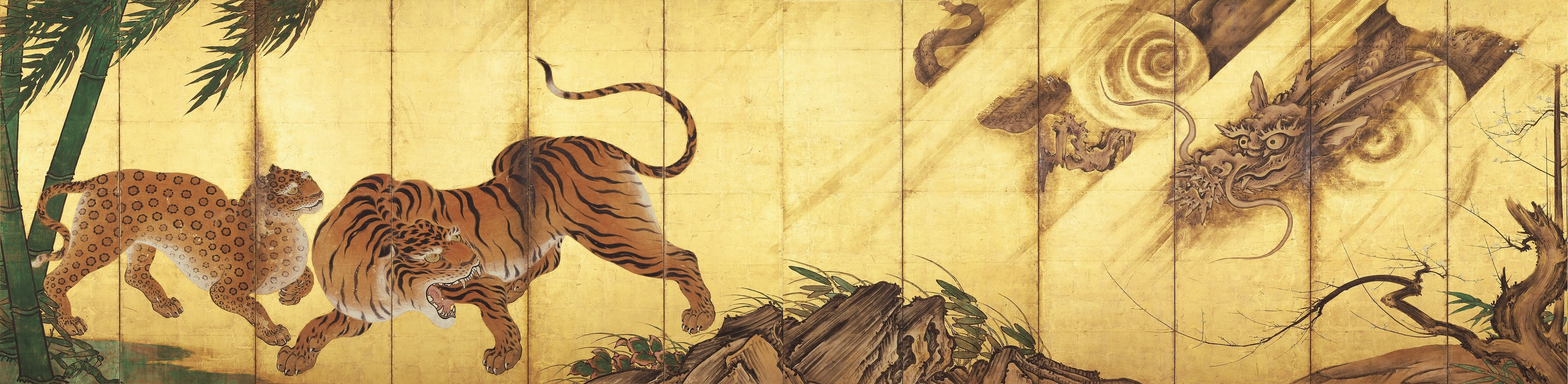
Par av skärmar med tigrar och stormdrakar av Kanō Sanraku, 1600-talet, var och en 1,78 x 3,57 meter.

## Källa
1. ↑  Analysed at Watson, 44; following Chinese convention, the smaller female tiger has spots.

- Carlquist, Gunnar, red (1955). Svensk uppslagsbok.. Malmö: Svensk Uppslagsbok AB